# Joseph Duplessis

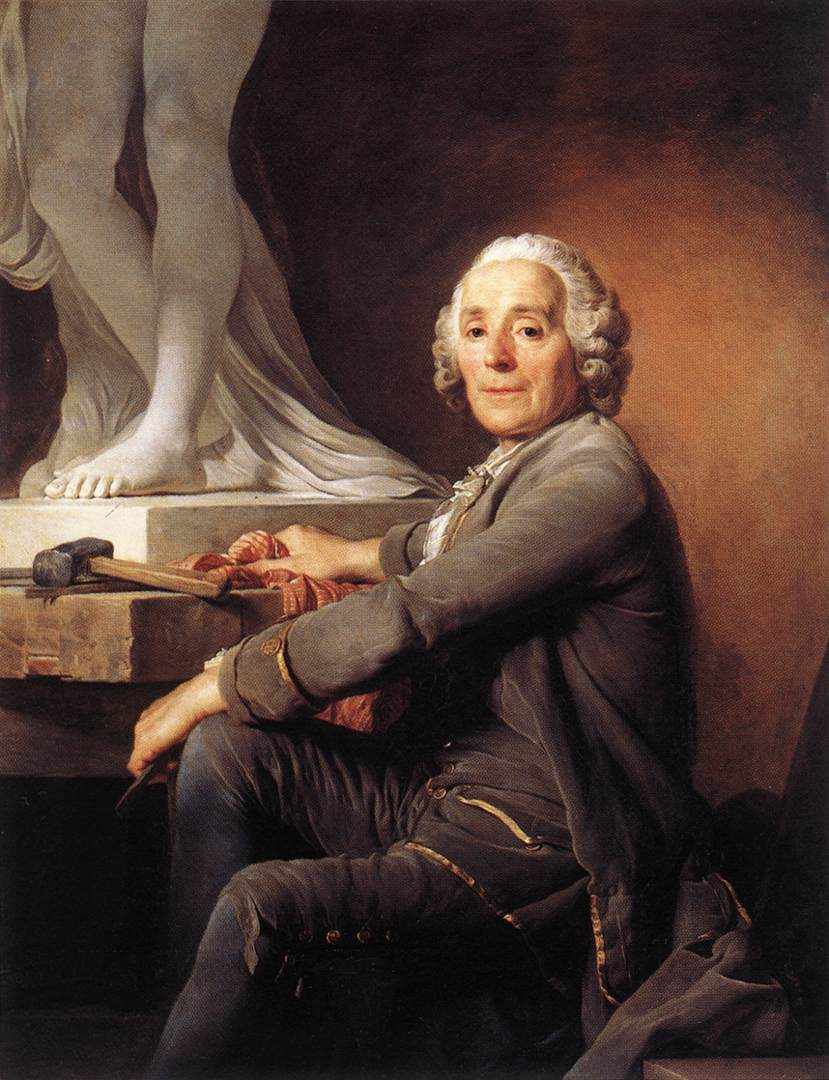
Christophe Gabriel Allegrain, rzeźbiarz autorstwa Duplessisa, 1774

Joseph-Siffred Duplessis (ur. 22 września 1725 w Carpentras, zm. 1 kwietnia 1802 w Wersalu) – francuski malarz znany przede wszystkim ze swych bardzo bezpośrednich portretów.

## Życiorys
Urodził się w rodzinie o artystycznych zamiłowaniach, naukę malarstwa rozpoczął u swojego ojca który był chirurgiem i malarzem amatorskim, następnie pobierał nauki u Josepha-Gabriela Imberta (1666–1749) (ucznia Charles'a Le Bruna). W latach 1744–47 pracował w Rzymie w pracowni Pierre'a Subleyrasa, w czasie pobytu we Włoszech zaprzyjaźnił się z Josephem Vernetem.
Po powrocie do Francji przebywał krótko w Carpentras i Lyonie, a w 1752 przeniósł się do Paryża gdzie został przyjęty do Académie de Saint-Luc. Już wówczas specjalizował się w portretach, ale kilka jego ekspozycji przeszło bez większego echa, aż do 1769, kiedy jego dzieła zostały wystawione w galerii Salon de Paris i zwróciły na siebie uwagę Denisa Diderota. Duplessis został przyjęty do Académie de peinture et de sculpture w kategorii portrecistów, wówczas uważanej za pomniejszą.
Namalowany przez niego portret Marii Antoniny zapewnił mu sławę i sukces, otrzymał on oficjalny tytuł "malarza królewskiego" (peintre du Roi) i przywilej zamieszkania w Galeries du Louvre. Po wybuchu rewolucji francuskiej i w czasie Wielkiego Terroru ukrywał się w rodzinnym Carpentra, ale w 1796 przyjął funkcję właśnie stworzonego muzeum w Wersalu.

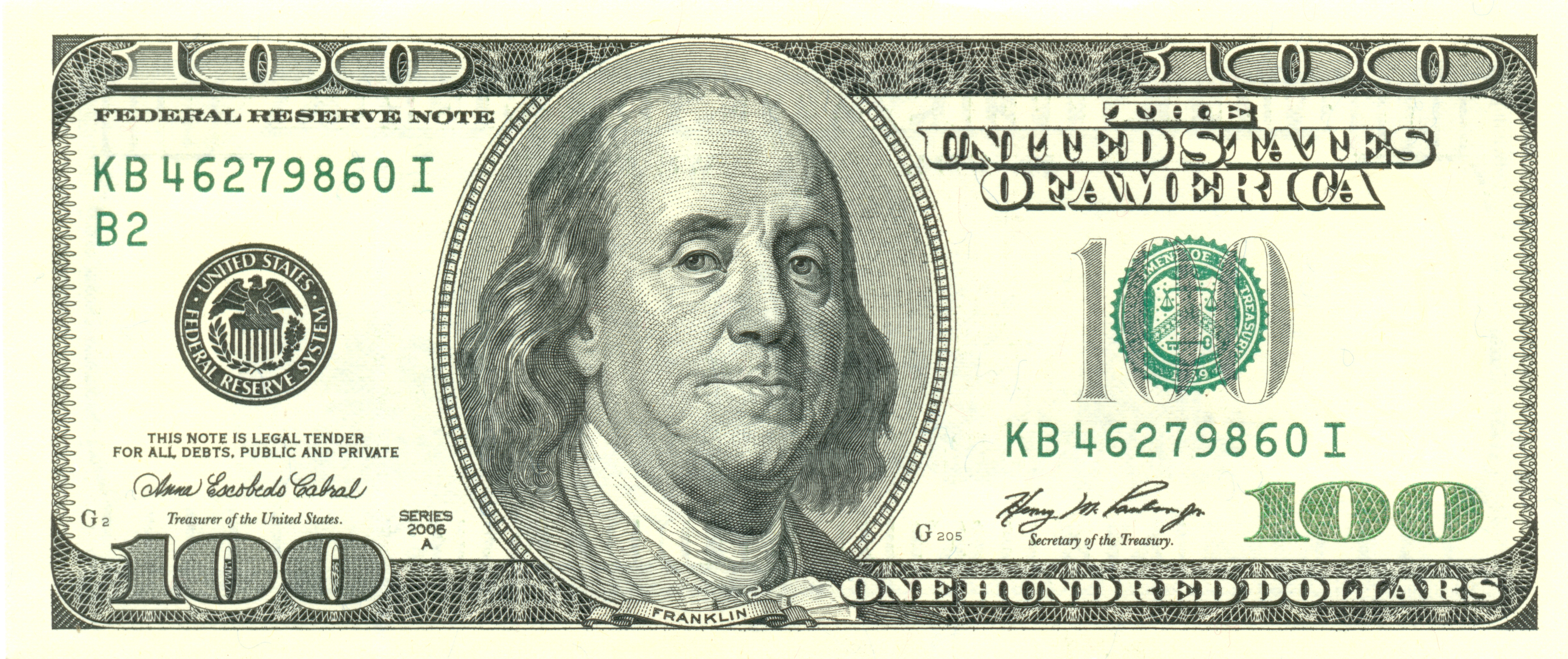
Franklin na banknocie studolarowym

Potrafił się znaleźć w rzeczywistości nowej, porewolucyjnej Francji, co znalazło odbicie w zmienionym stylu niektórych z jego portretów, np. obraz z portretem Charles-Claude'a, hrabiego d'Angiviller, kierownika Bâtiments du Roi jest tak samo zimny i odległy jak wcześniejszy portret króla Ludwika XVI w stroju koronacyjnym. Z drugiej strony jego portrety artystów były pełne duszy i ciepła: portret kompozytora Christopha Glucka pokazuje go przy klawiaturze w momencie natchnienia, a portret rzeźbiarza Christophe'a Allegrai ukazuje moment w którym artysta odłożył właśnie narzędzia pracy – to właśnie takie portrety były morceau de reception dla którego Duplessis został przyjęty do Académie.
Namalowany przez niego w 1778 r. portret Benjamina Franklina jest chyba najbardziej znanym portretem Franklina. Duplessis otrzymał wiele zamówień na kopie tego obrazu, jedną z nich można oglądać w National Portret Gallery w Londynie, a inną w North Carolina Museum of Art.